# George Ticknor
George Ticknor (1791-1871) fue un historiador, traductor e hispanista estadounidense.

## Biografía
Nació el 1 de agosto de 1781 en Boston.
Profesor de literatura española y francesa en la Universidad de Harvard. Hizo viajes de estudio a España y Europa en 1818 y entre 1835 y 1838 y acumuló una gran biblioteca de literatura clásica española que donó a la Biblioteca Pública de Boston después de rechazarla Harvard. Su History of Spanish Literature (1849), impregnada de la metodología del positivismo de la época y por tanto muy documentada, fue la mejor hasta su tiempo y como tal muy bien acogida en todo el mundo culto, de suerte que fue traducida a numerosas lenguas. La versión española aporta además valiosas notas y añadidos de Pascual Gayangos, que fue su traductor junto con Enrique de Vedia (Madrid, 1851-1857, 4 vols.).
La obra de Ticknor fue la primera que acometió seriamente el empeño de historiar en su integridad y con rigor la literatura española, superando el intento anterior de Bouterwek, y abrió camino a más ambiciosos intentos posteriores. Él fue quien, inspirándose en Don Quijote, bautizó el periodo comprendido entre 1492 y 1665 como Siglo de Oro de la literatura española. Fue amigo del historiador y también hispanista William H. Prescott (1796-1859), del bibliógrafo e hispanista Obadiah Rich (1783-1850) y del arabista Pascual de Gayangos; la Hispanic Society of America ha editado la correspondencia que sostuvo con éste y con Prescott.
Falleció en su ciudad natal el 26 de enero de 1871.

## Obras
- Syllabus of a Course of Lectures on the History and Criticism of Spanish Literature (1823)
- Outline of the Principal Events in the Life of General Lafayette (1825)
- Remarks on Changes Lately Proposed or Adopted in Harvard University (1825)
- The Remains of Nathan Appleton Haven, with a Memoir of his Life (1827)
- Remarks on the Life and Writings of Daniel Webster (1831)
- Lecture on the Best Methods of Teaching the Living Languages, delivered, in 1832, before the American Institute of Education .
- History of Spanish Literature (1849).
- Life of William Hickling Prescott (1864).
- See Life, Letters and Journals of George Ticknor (2 vols., 1876).
- Diarios de viaje por España, Ed. Prensas Universitarias de Zaragoza, (Zaragoza, 2012)